# Salamanca
Salamanca este un oraș în Spania, capitala provinciei cu același nume din comunitatea autonomă Castilia și León. Orașul ocupă o suprafață de 29.8 km², având în anul 2007 o populație de 155.921 locuitori.

## Date geografice
Orașul se află pe cursul lui Tormes (247 km) la ca. 220 km nord-vest de Madrid. Regiunea înconjurătoare în curs de urbanizare, este aridă, practicându-se creșterea vitelor, fiind amplasată în apropiere de granița cu Portugalia.

## Istoric
Salamanca a fost întemeiată în perioada antică romană  sub numele de Salamantica. Între anii 133 - 712 î.e.n devine un centru comercial important. Prin secolul VII este cucerit de maurii conduși de Musa ibn Nusair (640-715), el fiind recucerit de Alfons VI. (León) de Castilia abia în anul 1085, când orașul va fi în mare parte distrus, fiind un timp relativ lung nelocuit. În timpul regelui Raimundo de Borgoña, prin anii 1102 va începe repopularea orașului. Orașul va cunoaște în secolul XVI o perioadă de înflorire, în acest timp se va construi biserica și mănăstirea San Esteban. 
În anul 1230 aici se înființează cea de a doua universitate din Spania 
La Bătălia de la Salamanca din 1812 înving trupele anglo-portugheze sub conducerea lui Wellington, trupele franceze conduse de mareșalul Auguste de Marmont.

## Astronautul din Salamanca
Pe portalul "Puerta de Ramos" de la noua catedrală din Salamanca  („Catedral Nueva“), în timpul lucrărilor de renovare din anul 1992, a fost sculptat (cu acceptul bisericii) un astronaut de cca 20 cm înălțime, ca simbol contemporan al secolului al XX-lea. In afara acestuia au fost sculptate și alte figuri: râs, taur, dragon (care mănâncă înghețată), crab, barză și iepure. In Spania există vechiul obicei ca la lucrările de renovare ale bisericilor să se introducă în mod voit elemente contemporane. Sculpturile noi au fost executate de cioplitorii în piatră Jeronimo Garcia și Miguel Romero. Unii din locuitori n-au fost de acord cu acestea, unele din ele fiind chiar vandalizate în anul 2010. Cioplitorul Miguel Romero le-a refăcut în același an. Pe de altă parte, unii  conspiraționiști neinformați au lansat o serie de teorii fanteziste cu privire la  astronaut. Intre timp, astronautul a devenit o atracție turistică a orașului.

## Galerie de imagini

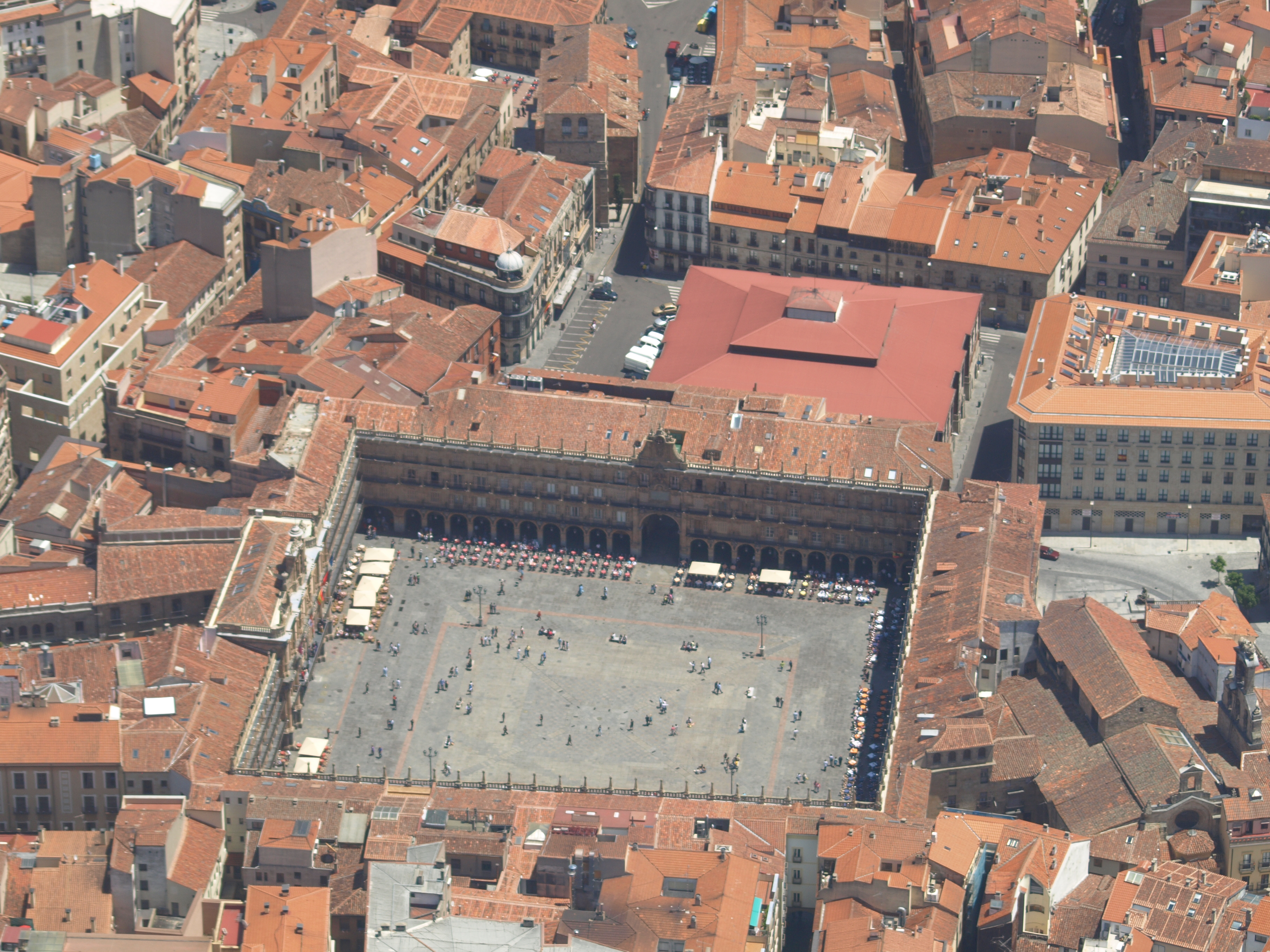
Piața Mare din Salamanca
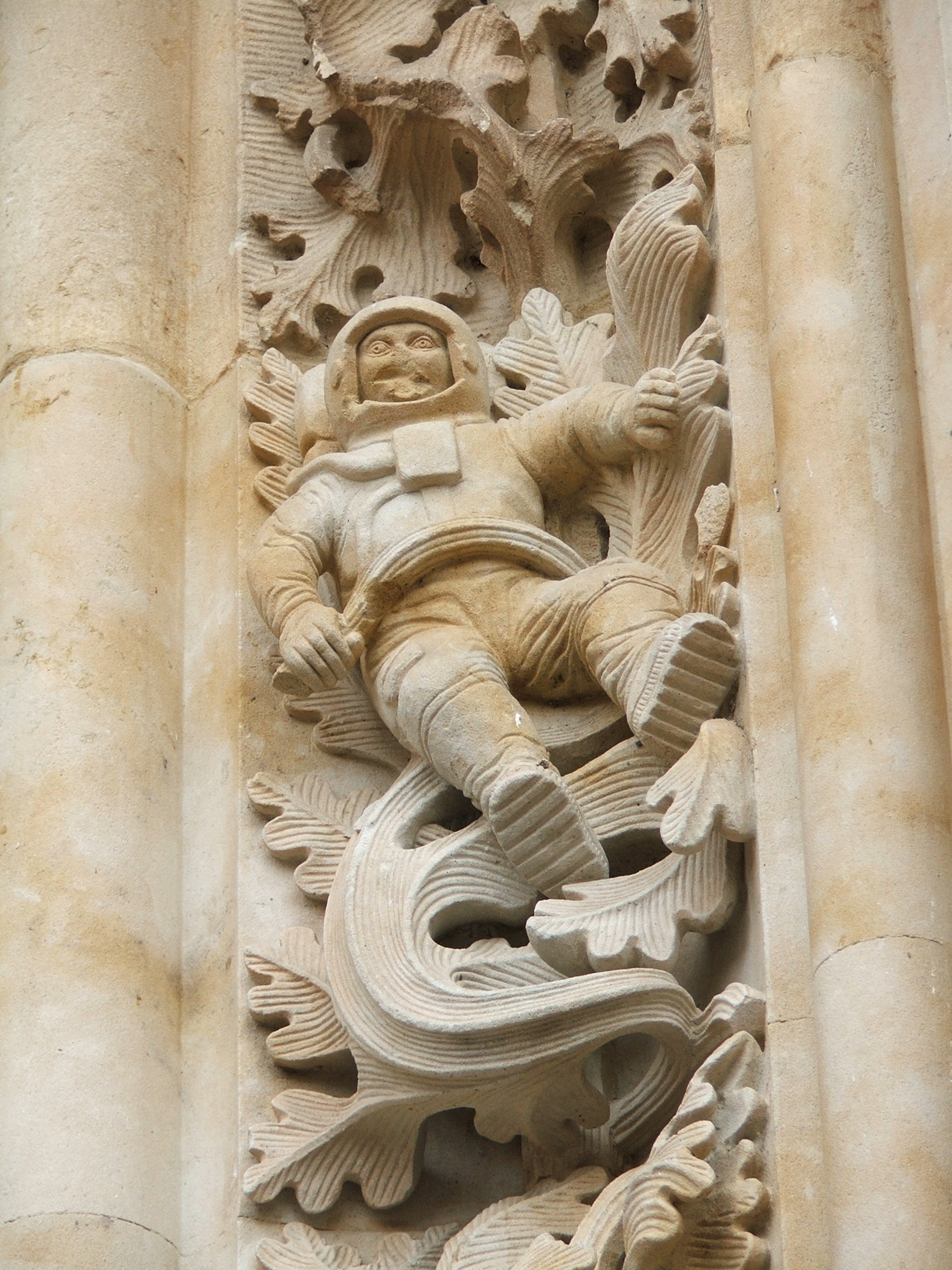
Astronautul original (1992)
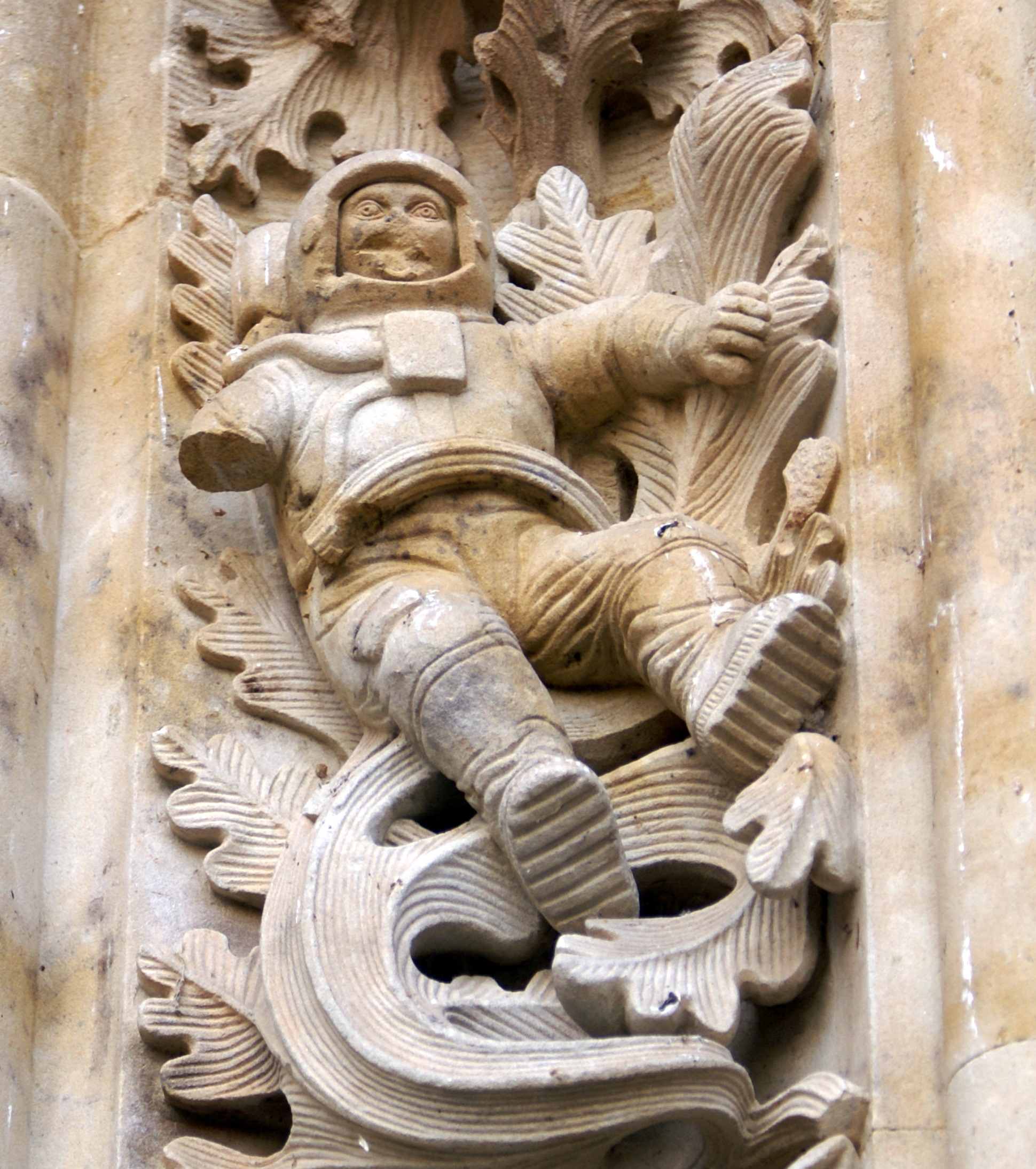
Astronautul vandalizat (2010)
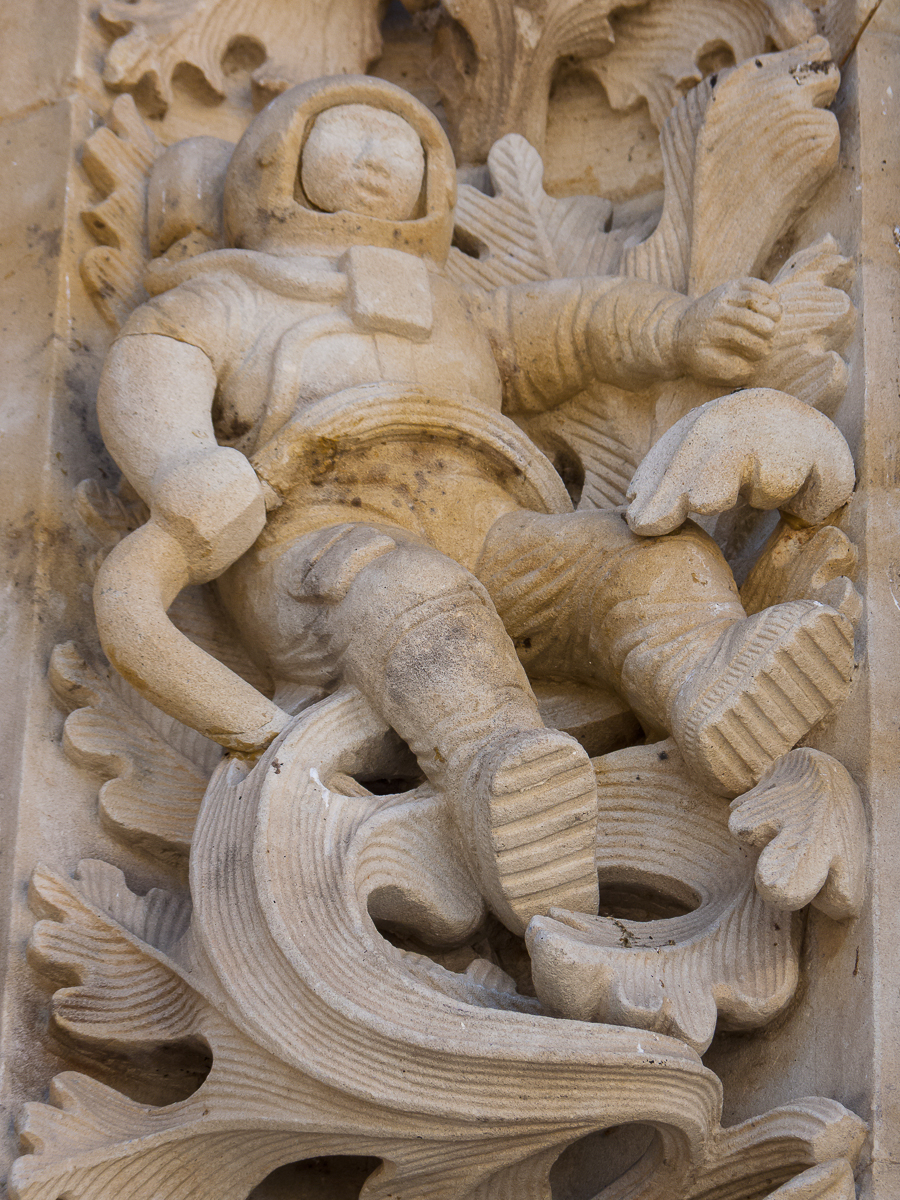
Astronautul după restaurare (2010)